# NGC 2277
NGC 2277 је појединачна звезда у сазвежђу Близанци која се налази на NGC листи објеката дубоког неба.
Деклинација објекта је + 33° 27' 17" а ректасцензија 6h 47m 47,0s. Привидна величина (магнитуда) објекта NGC 2277 износи 13,4 а фотографска магнитуда 13,4.